# Старокучербаєво
Старокучерба́єво (рос. Старокучербаево, башк. Иҫке Күсәрбай) — село у складі Благоварського району Башкортостану, Росія. Адміністративний центр Кучербаєвської сільської ради.
Населення — 1309 осіб (2010; 1365 в 2002).
Національний склад:
- башкири — 79 %